# Marienkapelle in St. Maria (Buxheim)
Die Marienkapelle in der ehemaligen oberschwäbischen Kartausenkirche St. Maria in Buxheim bei Memmingen wurde 1709 an die Nordwand des Brüderchores angebaut. Ein flaches Gewölbe mit Stichkappen überdeckt den fast quadratischen Raum mit einer Grundfläche von etwa 4,6 × 4,1 Metern. Die Ecken sind abgerundet. Die barocke Ausgestaltung stammt von den Gebrüdern Zimmermann, ihrem Schwager Dominikus Gebhard und einem nicht näher bekannten Benedikt Zöpf.

## Marienkapellenaltar

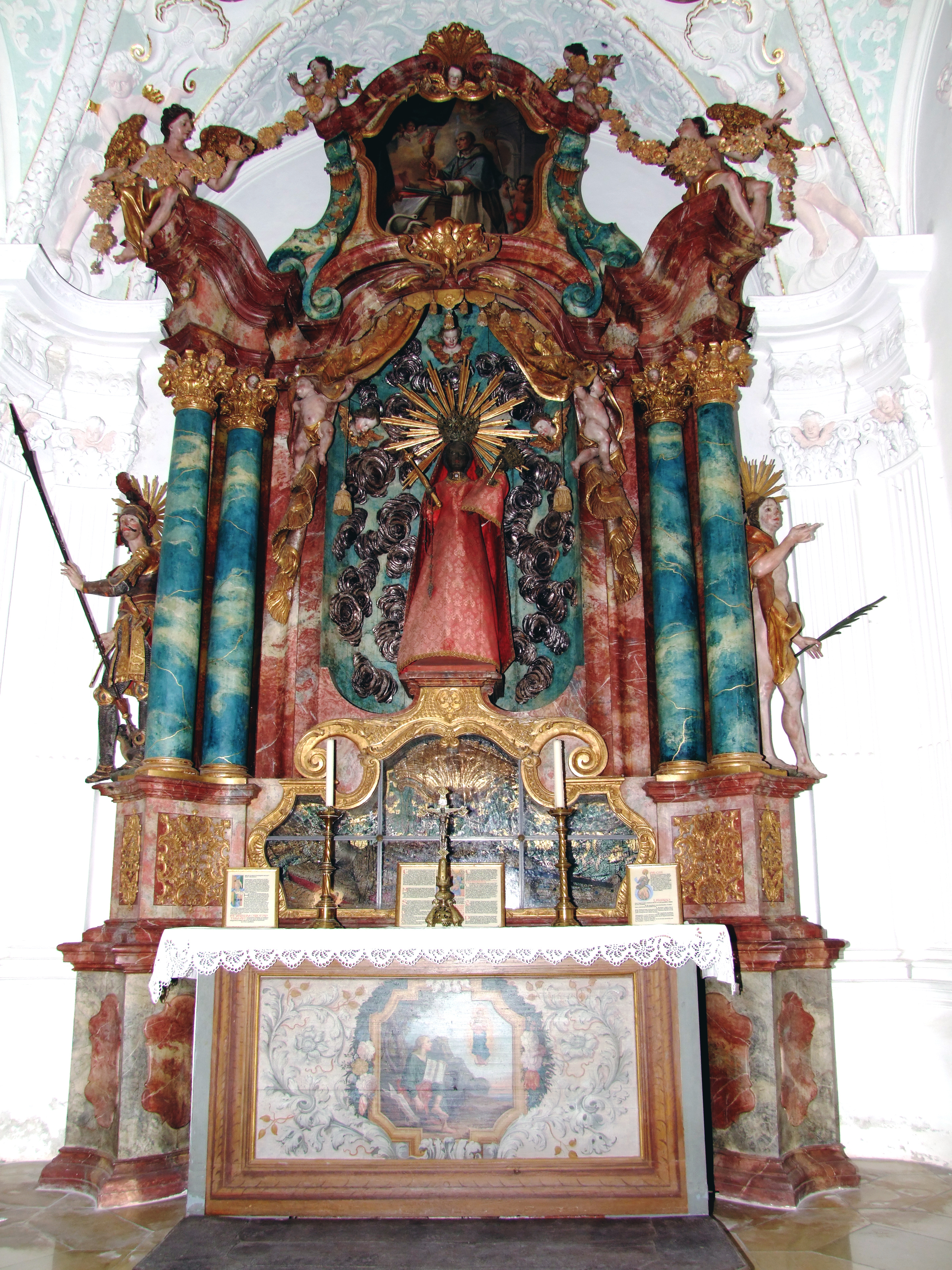
Der Altar der Marienkapelle

Der Altar der Marienkapelle ist 1702 entstanden. Für den Umbau 1739 schuf Johann Georg Reusch die Ornamentschnitzereien, Anton Sturm die Figuren. Das Holzantependium zeigt in der Mitte Johannes auf Patmos, eine Szene, die auf beiden Seiten von Blumenornamenten begleitet wird. Johannes sitzt links im Bild mit einem aufgeschlagenen Buch unter einem Baum an einem Felsen, den Blick auf Maria gerichtet, die rechts am Himmel in Gestalt der Mondsichelmadonna zu sehen ist. In der Sockelzone des Altaraufbaus ist ein großer Reliquienschrein aus marmoriertem Holz mit vergoldetem Dekor angebracht. Er ist auf der Betrachtungsseite verglast. In einer Nische über dem Reliquienschrein steht eine Einsiedler Muttergottes mit einem brokatfarbenen Gewand. In der linken Hand hält sie das mit demselben Stoff gewandete Jesuskind, in der rechten ein Zepter und einen Rosenkranz. Ihr Haupt ist mit einer Krone geschmückt und wird von einem Strahlenkranz umrahmt. Die Muttergottes wird von zwei frei stehenden Säulen mit nach vorn geschwungenen Sockeln und ebenso geschwungenem Gebälk flankiert. Die Bekrönung schließt eine von Putten gehaltene geschnitzte Baldachindraperie. Im Auszug des Altars befindet sich ein Bild des Hugo von Lincoln mit goldenem Rahmen, flankiert von zwei Engeln. Auf dem geschwungenen Gebälk der Säulen sitzen zwei Engel. Die zwei Auszugsengel und die zwei Gebälkengel halten eine Blumenranke. Am Altar sind neben den Säulen seitlich zwei Statuen wie Schreinwächter an gotischen Flügelaltären angebracht. Die linke Statue verkörpert den heiligen Georg. Er ist in Rüstung mit einem Doppelspeer dargestellt. Die eine Spitze zeigt in den Himmel, die andere bohrt sich in den darunter liegenden Drachen. Das Haupt Georgs ist mit einem Helm bedeckt und von einem Strahlenkranz umgeben; er trägt einen Schnauzbart. Rechts steht der heilige Vitus mit einem goldenen Überwurf, der die rechte Schulter und die Lenden bedeckt. Der Kopf ist von einem Strahlenkranz umgeben. Die rechte Hand ist zu einer Faust geformt. Der Zeigefinger zeigt in die Richtung des Betrachters, in der Linken hält er ein Palmenblatt als Märtyrerattribut.

## Fresken
Von den sechs Fresken in der Marienkapelle stammen die fünf Deckenfresken von Johann Baptist Zimmermann, das Fresko an der Südwand von einem unbekannten Maler. Sie illustrieren Anrufungen aus der Lauretanischen Litanei und sind nach den Kupferstichen des Buches Elogia Mariana Ex Lytaniis Lauretanis Deprompta von Isaac Oxoviensis aus dem Jahre 1700 gestaltet. Im Zentrum des Deckengewölbes der Marienkapelle befindet sich ein großes rundes Fresko, das von vier kleinen ovalen Fresken umgeben ist. Sie sind durch eingedrungene Feuchtigkeit beschädigt, bei drei kleinen Fresken sind nur noch spärliche Reste erkennbar. Da sich Zimmermann sehr stark an der Buchvorlage orientiert hat, kann man dennoch die abgebildeten Motive bei allen Fresken zweifelsfrei feststellen.

### Mater castissima – Keusche Mutter

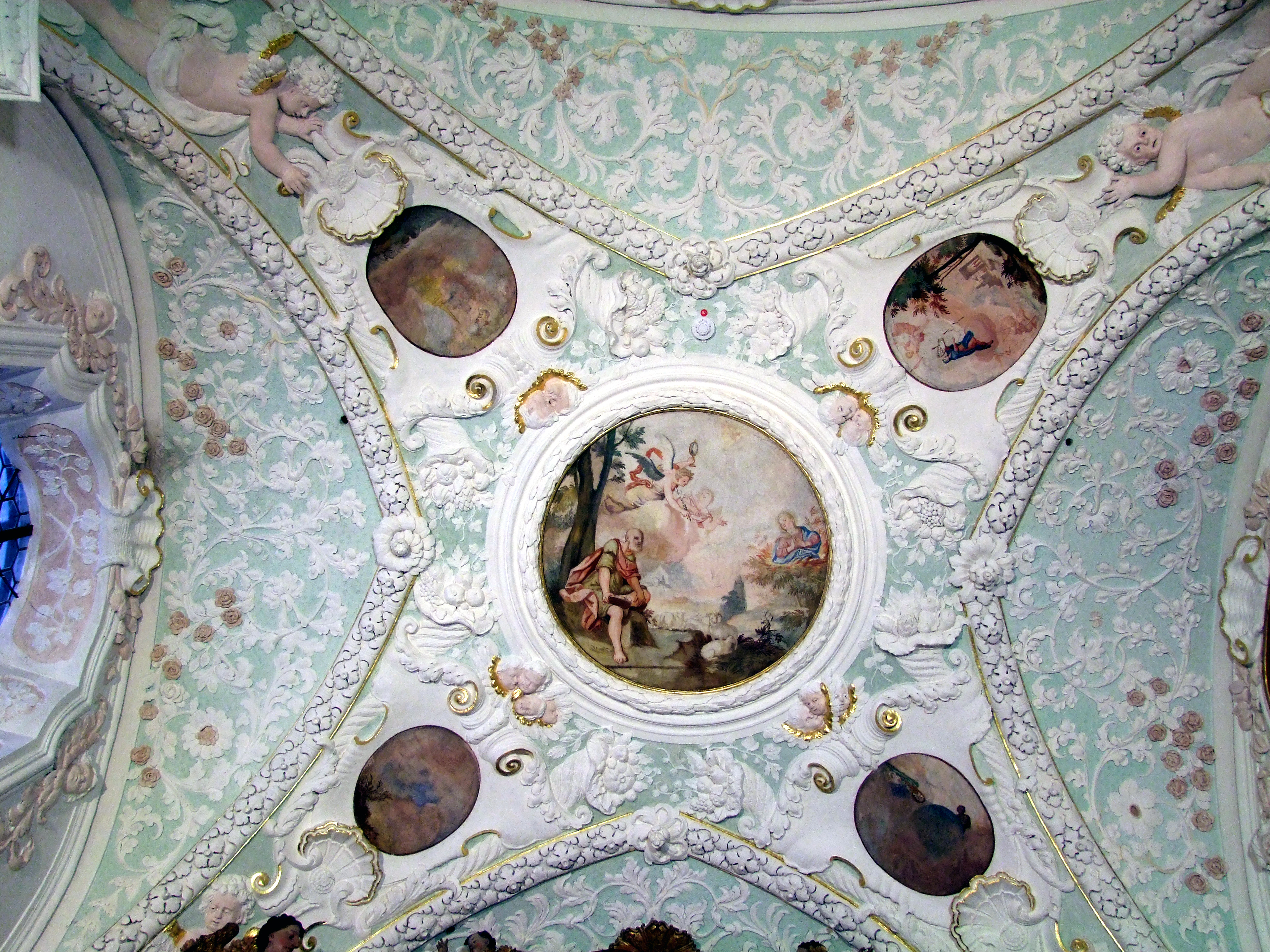
Gewölbefresken der Marienkapelle

Das Hauptfresko zeigt in seiner unteren Hälfte Mose vor dem brennenden Dornbusch. Er sitzt links auf einem Felsen vor zwei Bäumen und zieht sich die linke Sandale aus. Der rechte Fuß ist bereits nackt. Er trägt ein olivgrünes Gewand mit einem rosafarbenen Umhang. Sein kahles Haupt ist mit einem weißen Vollbart versehen. Am rechten Bildrand ist der brennende Dornbusch abgebildet. In ihm ist allerdings entgegen der biblischen Darstellung nicht Gott zu sehen, sondern Maria als Halbfigur. Sie trägt ein rotes Gewand und einen blauen Umhang. Ihre Hände sind dachförmig zum Gebet gefaltet, der Blick ist auf Mose gerichtet. Zwischen ihm und Maria weiden Schafe in der Landschaft. Maria ist gleichzeitig Teil des Motivs Mariä Verkündigung, das in der oberen Hälfte des Freskos thematisiert wird. Über Mose schwebt auf einer pastellrosa Wolke ein Engel mit einer Lilie in seiner Rechten heran und gibt sich mit diesem Attribut als Erzengel Gabriel zu erkennen. Ein roter Schal flattert hinter seinen nach oben ausgespannten Flügeln. Mit der linken Hand hält er einen Spiegel empor, der einen Lichtstrahl, der aus dem Himmel kommt, auf Maria reflektiert. Schemenhaft taucht hinter Gabriel ein zweiter Engel auf, der mit seiner linken Hand auf Maria hinweist. Ein Vergleich mit der Verkündigungsszene am Emporengewölbe zeigt eine große Ähnlichkeit bei der Darstellung Gabriels, der auch dort auf einer Wolke zu sehen ist. Da die obere Hälfte des Freskos Schäden aufweist, hilft ein Blick auf den Kupferstich weiter. Dort kommt der Lichtstrahl aus einem Dreieck im Himmel, in dem der Jesusknabe mit einem Kreuz in der Hand zu sehen ist. In den Spiegel ist die Taube des Heiligen Geistes eingefügt und Maria und Gabriel sind Worte aus der Verkündigungsszene nach Lukas (Lk 1, 31-35) beigegeben.
Die Offenbarung Gottes im brennenden Dornbusch gegenüber Mose erfährt hier eine Übertragung auf Maria, wird zur Offenbarung Gottes durch seinen Sohn. So ist der Rubus incombustus, der unverbrennbare Dornbusch, ein Symbol für Maria. Der Spiegel in der Hand des Erzengels Gabriel weist auf Maria als Speculum sine macula, als makelloser Spiegel hin. Er ist ebenso ein Symbol der Keuschheit wie die Lilie in der Hand Gabriels und der Lilienstrauch, der vor dem brennenden Dornbusch blüht.

### Virgo clemens – Gütige Jungfrau
Von den kleinen Bildern ist nur das südöstliche Fresko mit der Darstellung eines Meeresstrandes relativ gut erhalten. Die Landseite, auf der ein paar Gebäude erkennbar sind, wird ganz rechts von einem hohen Laubbaum begrenzt. Links auf dem Meer kämpft sich ein Schiff durch einen Gewittersturm. Über dem Schiff kniet Maria in rotem Gewand mit blauem Umhang auf einer rosa Wolke. In ihrer linken Hand hält sie einen Schild, mit dem sie Pfeile abwehrt, die von Christus, der über ihr am Himmel erscheint, geschleudert werden und Meer und Land bedrohen. Ein Pfeil steckt noch in ihrem Schild, andere fallen kraftlos zur Erde. Maria wird hier als Clipeus sperantium, als Schutzschild der Hoffenden, als Schützerin der Christenheit verehrt.

### Virgo praedicanda – Lobwürdige Jungfrau
Im Uhrzeigersinn folgt das Bild der Virgo praedicanda. Auf dem Kupferstich ist groß die Weltkugel dargestellt, umgeben von den personifizierten vier Erdteilen. Auf der Kugel sitzt Maria mit dem Jesuskind in einer von zwei Pferden gezogenen Kutsche. Maria sind die Worte aus dem Magnifikat zugeordnet: ex hoc beatam me dicent omnes generationes (von nun an preisen mich selig alle Geschlechter). Mit diesem Ausspruch wird der Bezug zum Motiv der lobwürdigen Jungfrau verdeutlicht. Am Fresko erkennt man die Erdkugel mit der Personifikation Afrikas rechts hinten. Ein Teil der Kutsche mit einem Rad ist noch über dem Globus sichtbar, alles andere ist durch Feuchtigkeit zerstört.

### Stella matutina – Morgenstern
Blauer Himmel im Zentrum des Bildes, Wolken und ein Teil der Landschaft mit pflanzlichem Bewuchs sind beim nächsten Fresko erhalten geblieben. Die Gestaltung des Bodens mit dem strauchartigen Gebilde links entdeckt man in der Kupferstichsammlung nur beim Motiv der Stella matutina.

### Ianua caeli – Pforte des Himmels
Im Buch ist über dem Himmelstor Maria mit Kind abgebildet und an höchster Stelle ist Gottvater mit der Weltkugel in der Hand in den Wolken zu sehen. Gottvater und die goldene rechte Spitze der Pforte des Himmels sind am Fresko noch erkennbar.

### Regina patriarcharum – Königin der Patriarchen

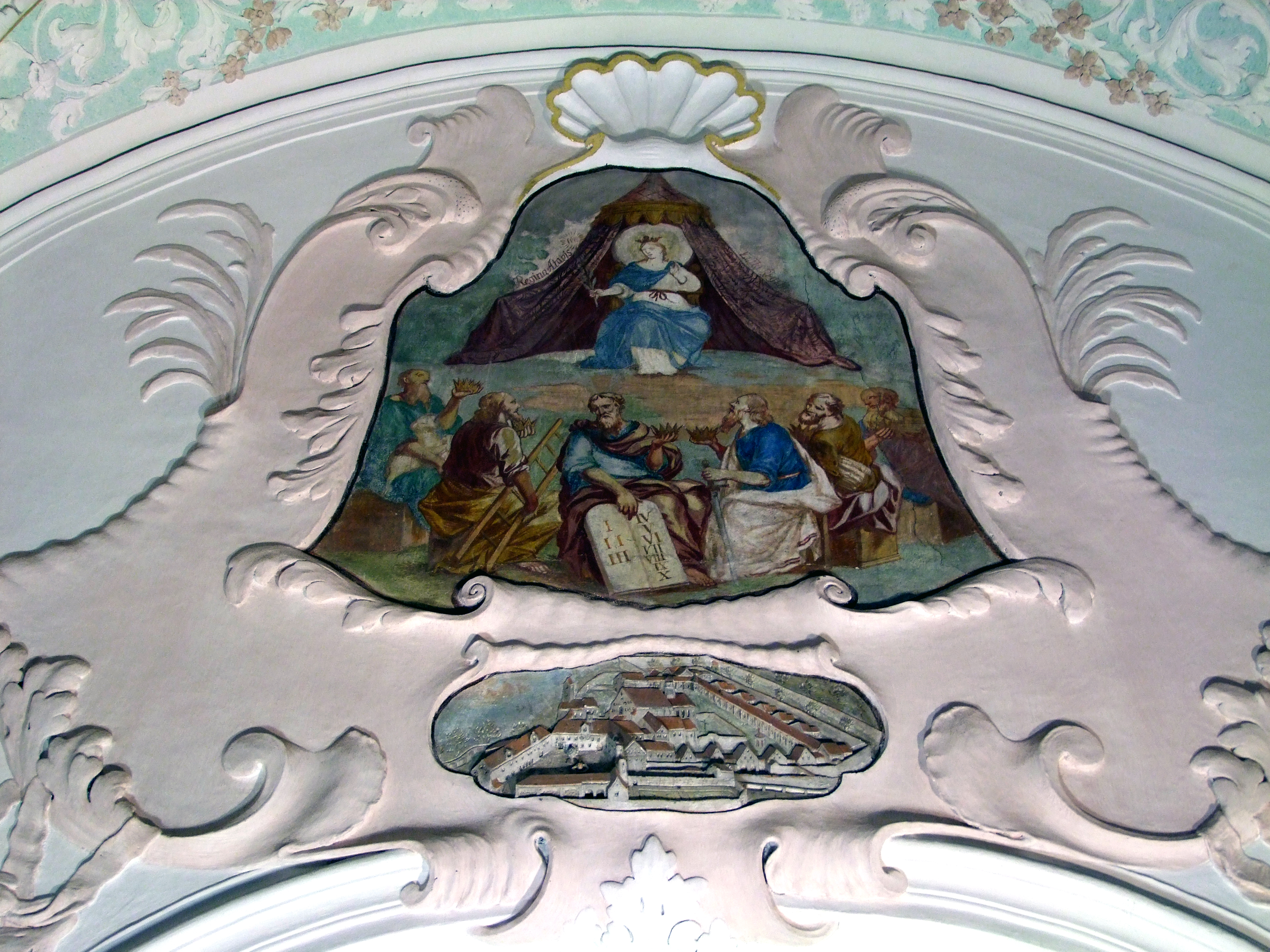
Regina patriarcharum – Königin der Patriarchen

Über dem Ausgang an der Südwand ist ein Fresko eines unbekannten Malers mit dem Thema Maria als Königin der Patriarchen zu sehen. Maria ist dabei in einem roten Spitzdachzelt mit goldener Bordüre, das die obere Bildhälfte einnimmt, dargestellt. Sie trägt ein weißes Kleid mit einem blauen Umhang. Die auf einem Thron sitzende Mutter Gottes trägt eine Krone, um ihr Haupt ist ein dreiteilig gestufter Heiligenschein zu sehen. In ihrer rechten Hand hält sie eine Blume, deren Blüte durch das Christusmonogramm IHS ersetzt ist, die linke ist zum majestätischen Gruß erhoben. An den nach außen gezogenen Zeltwänden stehen links die Worte Regina Atavis und rechts Edita Regibus, was auf Deutsch in etwa Königin, entsprossen aus königlichen Vorfahren heißt. Unterhalb von Maria sind sechs Patriarchen versammelt, erkennbar an ihren Attributen. Links außen ist Abel mit einem Lamm in seinem Arm dargestellt. Auf ihn folgen Jakob mit einer Leiter und Mose mit den Schrifttafeln der Zehn Gebote. Neben ihm sind Salomo mit einem Schwert und Isaak mit seinem Opferholz abgebildet. Ganz rechts hält Noah die Arche in seiner Hand. Die ersten drei Patriarchen halten eine Krone in der linken Hand, die letzten drei haben eine Krone in ihrer rechten. Mose weist mit der Rechten mahnend auf die Gesetzestafeln und ist als einziger direkt dem Betrachter zugewandt. Auch der Maler dieses Freskos hat sich strikt an die Kupferstichvorlage gehalten.